# Тейт, Джон (боксёр)
Джон Тейт (англ. John Tate, 29 января 1955, Мэрион, Арканзас, США — 9 апреля 1998, Ноксвилл, Теннесси, США) — американский боксёр-профессионал, выступавший в тяжёлой весовой категории. Бронзовый призёр XXI Олимпийских игр в весовой категории свыше 81 кг (1976). Чемпион мира в тяжёлом весе по версии WBA (1979-1980).
Старший брат Фрэнка и Томаса Тейтов.

## Любительская карьера
Тейт познакомился со своей будущим тренером, Aсом Миллером, во время любительского турнира в Ноксвилл, штат Теннесси. Тейт и Миллер работали вместе до 1983 года.
В 1975 году в турнире Национальные Золотые перчатки Тэйт уступил в финале Эмори Чепмен.
В 1976 году Тэйт проиграл в четвертьфинале следующего года в раздельным решением Майкл Доуксу. Он отомстил за это поражение Доуксу на Олимпийских играх по решением судей.
В 1976 году победил чемпиона США Марвина Стинсона, чтобы перейти к Олимпийским испытаниям. Он также дважды победил будущего супертяжеловеса весе Грега Пейджа близким решением судей, один раз в четвертьфинале турнира Национальные Золотые Перчатки в 1975 году.
Завоевал бронзовую медаль в супертяжелом как представитель Соединенных Штатов в 1976 на Олимпиаде в Монреале:
- 1-й тур свидания
- Победил Анджея Бегальски (Польша) 5-0
- Победил Петра Гусина (ФРГ) 3-2
- Проиграл Теофило Стивенсону (Куба) нокаутом в 1 раунде

## Профессиональная карьера
Дебютировал в 1977 году. Выиграл первые 20 боёв, включая ряд побед над соперниками высокого уровня: Дуэйн Бобик, Бернардо Меркадо и Калли Кноетзе.
20 октября 1979 года в бою за вакантный титул WBA Тейт встретился с Джерри Кутзее. Тейт победил единогласным решением судей в 15-раундовом бою.
31 марта 1980 года  Тейт проводил первую защиту титула в бою с Майком Уивером. Уивер против Тейта оказался одним из лучших боёв в 80-е годы. Тейт имел преимущество в росте и доминировал над Уивером в течение первых 10 раундов. Но потом уже побитый Уивер с решительностью переломил ход боя, тесня Тейта назад. Один из комментаторов сказал, что уже слишком поздно, поскольку осталось только 5 раундов и Тейт вероятно,скоро восстановится. Однако всего лишь 40 секунд до конца 15 раунда, Уивер поймал Тейта отскочившего от веревки к нему и пробил тяжелейший левый крюк.  Тейт на холст и лежал на полу  более минуты. Фотографии для прессы показали, что Тейт крепко спал в то время как Уивер сделал стойку на руках вместе, чтобы праздновать.
20 июня 1980 Тейт вышел на ринг против Тревора Бербика. Этот бой проходил в андеркарте боя между  Шугаром Рэем Леонардом и Роберто Дураном.  Бербик нокаутировал Тейта ударом, который пришёлся по задней части головы и Тейт потерял сознание.
После этого боя Тейт выиграл 14 боёв, победив в том числе Чака Гардена и  Донни Лонга.
Тейт восстановил авторитет и планировал бросить вызов Ларри Холмсу в 1984 году, но бой не состоялся из-за травмы.
Тейт в оставшуюся часть 80-х годов часто выходил с избыточным весом. Он выходил в такой форме до поражения малозаметному Ноэлю Квалесу в Лондоне, в своем последнем бою в 1988 году.

## После бокса
За всю карьеру Тейт заработал более 17 000 000 долларов, но затем сломался. Тейт начал употреблять кокаин в 1980-х и отбывал срок в тюрьме за мелкие кражи и нападения, прежде чем прибегнуть к попрошайничеству на улицах Ноксвилла.

## Смерть
Тейт умер 9 апреля 1998 в городе Ноксвилл в возрасте 43 лет. Он был за рулем пикапа, который врезался в сервисный полюс. Вскрытие показало, что он умер от инсульта, вызванного опухолью мозга. У Тейта начались судороги и он потерял сознание, в результате чего произошла авария. Два пассажира получили легкие травмы. Knox County, медицинский эксперт заявил, что Тейт употреблял кокаин в течение последних 24 часов своей жизни.

## Результаты боёв
| Бой | Дата | Соперник | Судьи | Место боя | Раундов | Результат | Дополнительно |
| --- | ---- | -------- | ----- | --------- | ------- | --------- | ------------- |
|     |      |          |       |           |         |           |               |
| Бой | Дата | Соперник | Судьи | Место боя | Раундов | Результат | Дополнительно |